# Pieterfaurea unilobata
Pieterfaurea unilobata is een zachte koraalsoort uit de familie Nidaliidae. De koraalsoort komt uit het geslacht Pieterfaurea. Pieterfaurea unilobata werd in 1921 voor het eerst wetenschappelijk beschreven door J.S. Thomson. 